# Fort-Mardyck
Fort-Mardyck (nederländska: Fort-Mardijk) var en kommun i departementet Nord i regionen Hauts-de-France i norra Frankrike. Kommunen låg i kantonen Dunkerque-1 som tillhör arrondissementet Dunkerque. Området som utgjorde den tidigare kommunen Fort-Mardyck hade 3 485 invånare år 2017.
Kommunen upphörde den 9 december 2010, då den gick samman med kommunen Dunkerque.

## Befolkningsutveckling
Antalet invånare i kommunen Fort-Mardyck
| Referens: INSEE |